# Zenodoro (asecreta)
Zenodoro (em grego: Ζηνόδωρος; em latim: Zenodorus) foi um oficial bizantino do século VI, ativo durante o reinado do imperador Justiniano (r. 527–565). Um asecreta, foi mencionado em 562, quando, em Constantinopla, investigou com Constantino, Juliano e Procópio uma conspiração para assassinar o imperador.